# Aaliyah Butler
Aaliyah Nickole Butler (* 5. November 2003) ist eine US-amerikanische Leichtathletin, die sich auf den Sprint spezialisiert hat. Ihren größten sportlichen Erfolg feierte sie im Jahr 2024 mit dem Gewinn der Goldmedaille mit der US-amerikanischen 4-mal-400-Meter-Staffel bei den Olympischen Spielen in Paris.

## Sportliche Laufbahn
Aaliyah Butler wuchs in Fort Lauderdale in Florida auf und absolviert ein Studium an der University of Georgia. Erste internationale Erfahrungen sammelte sie im Jahr 2024, als sie bei den Olympischen Sommerspielen in Paris mit 51,18 s im Halbfinale im 400-Meter-Lauf ausschied. Zudem verhalf sie der US-amerikanischen 4-mal-400-Meter-Staffel zum Finaleinzug und trug somit am Gewinn der Goldmedaille bei.

## Persönliche Bestzeiten
- 200 Meter: 22,82 s (+1,6 m/s), 7. April 2023 in Athens
  - 200 Meter (Halle): 22,80 s, 10. Februar 2024 in South Carolina
- 400 Meter: 49,71 s, 23. Juni 2024 in Eugene
  - 400 Meter (Halle): 51,19 s, 24. Februar 2024 in Fayetteville